# Anton Feistl
Anton Feistl (* 26. September 1881; † 12. Oktober 1961 in Wien) war ein österreichischer Politiker (SPÖ).

## Leben
Feistl war Metallarbeiter. Er wurde am 24. April 1932 Bezirksvorsteher von Floridsdorf. 1933 gründete er als Obmann das Floridsdorfer Heimatmuseum. Nach den Februarkämpfen 1934 wurde Feistl als Bezirksvorsteher abgesetzt.
Nach dem Zweiten Weltkrieg war Feistl mit Franz Bretschneider maßgeblich im Ernährungsamt Floridsdorf für die Bevölkerung tätig.
Danach beschäftigte sich Feistl mit Naturschutz. Er gründete den Bund Österreichischer Jagdvereine und den Österreichischen Falknerbund.
Er verstarb am 12. Oktober 1961 und wurde am 18. Oktober 1961 am Jedleseer Friedhof (Gruppe:23, Reihe:1, Nummer:7) bestattet.

## Ehrungen
- In Floridsdorf wurde ihm zu Ehren ein Gemeindebau Anton-Feistl-Hof und 1971 die Feistlgasse benannt.